# トリペプチジルペプチダーゼ
トリペプチジルペプチダーゼ（Tripeptidyl peptidase）は、EC 3.4.14 に属する酵素群。
下記のものが該当する。
- トリペプチジルペプチダーゼ-1（英語版）
- トリペプチジルペプチダーゼ-2（英語版）